# William L. Marcy

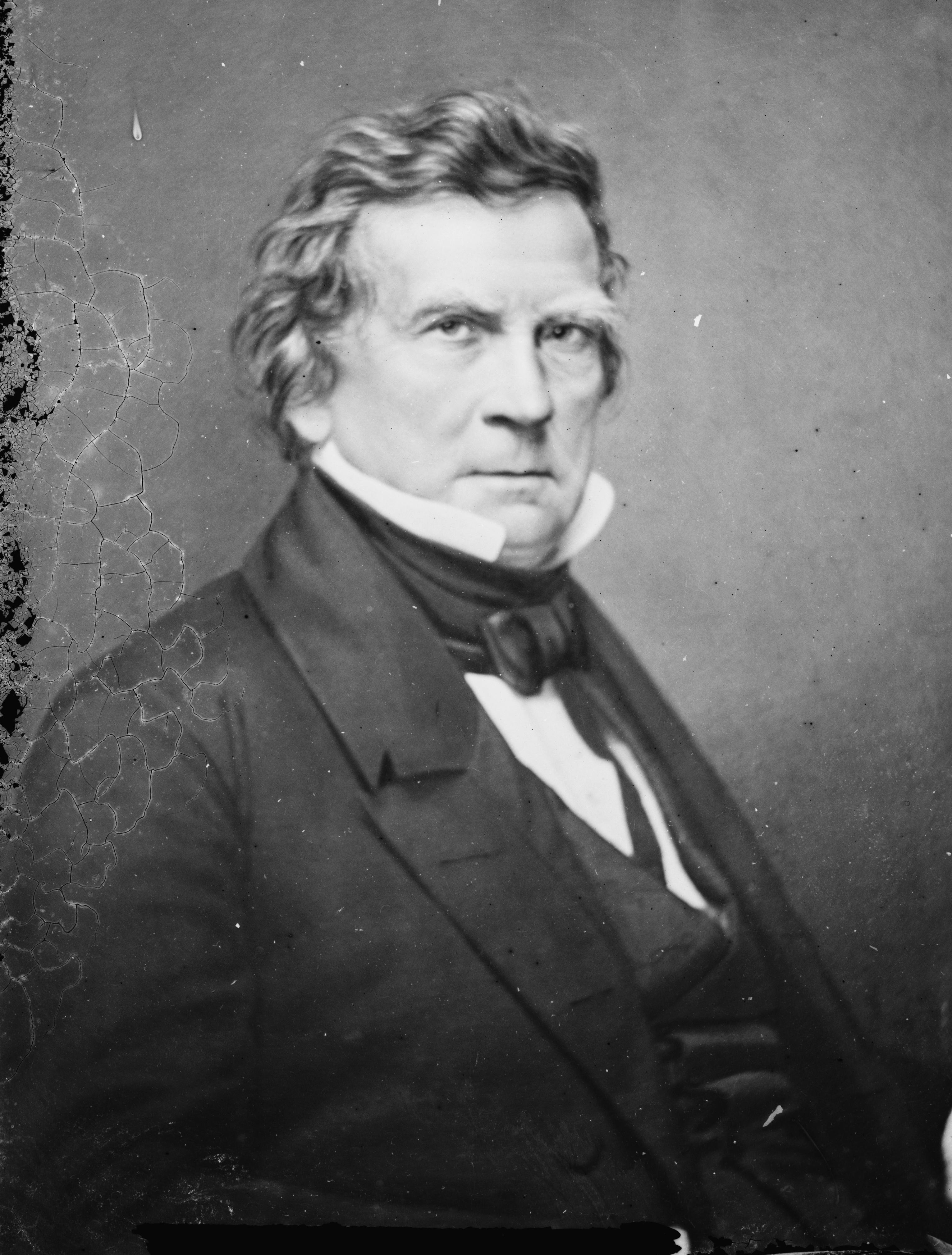
William Learned Marcy

William Learned Marcy, född 12 december 1786 i Southbridge, Massachusetts, USA, död 4 juli 1857 i Ballston Spa, New York, var en amerikansk demokratisk politiker.
Han studerade vid Brown University och inledde 1811 sin karriär som advokat i Troy. Han deltog i 1812 års krig.
Han var ledamot av USA:s senat 1831–1833 och guvernör i New York 1833–1839.
Han tjänstgjorde som USA:s krigsminister 1845–1849 under president James K. Polk. Som utrikesminister tjänstgjorde han 1853–1857 under president Franklin Pierce.
Marcys grav finns på Albany Rural Cemetery i Menands. Mount Marcy, högsta bergstoppen i delstaten New York, fick sitt namn efter honom.